# Olympisch vluchtelingenteam 2024
Het Olympisch vluchtelingenteam 2024 is een internationaal team van vluchtelingen dat uitkomt op de Olympische Zomerspelen 2024 in Parijs. Het is het derde Olympisch vluchtelingenteam (Refugee Olympic Team, ROT), na het team van 2016 en dat van 2020. Met 13 vrouwen en 23 mannen, 36 sporters in totaal, is het groter dan de vorige twee. Voor het eerst is er een eigen embleem.

## Medailleoverzicht
| Medaille | Naam         | Sport  | Onderdeel                | Datum      |
| -------- | ------------ | ------ | ------------------------ | ---------- |
| Brons    | Cindy Ngamba | Boksen | Middengewicht -75 kg (v) | 8 augustus |

## Aantal deelnemers
Hieronder volgt een overzicht van de atleten die deelnamen aan de Olympische Zomerspelen van 2024.
| Sport         | Mannen | Vrouwen | Totaal |
| ------------- | ------ | ------- | ------ |
| Atletiek      | 6      | 2       | 8      |
| Badminton     | 0      | 1       | 1      |
| Boksen        | 1      | 1       | 2      |
| Breakdance    | 0      | 1       | 1      |
| Gewichtheffen | 1      | 1       | 2      |
| Judo          | 3      | 3       | 6      |
| Kanovaren     | 3      | 1       | 4      |
| Schietsport   | 1      | 1       | 2      |
| Taekwondo     | 4      | 1       | 5      |
| Wielersport   | 1      | 1       | 2      |
| Worstelen     | 2      | 0       | 2      |
| Zwemmen       | 2      | 0       | 2      |
| Totaal        | 24     | 13      | 37     |

## Teamselectie
| Olympiër                      | Geboorteland      | Gastland            | Sport         | Onderdeel                |
| ----------------------------- | ----------------- | ------------------- | ------------- | ------------------------ |
| Dorian Keletela               | Congo-Brazzaville | Frankrijk           | Atletiek      | 100m (m)                 |
| Musa Suliman                  | Soedan            | Tsjechië            | Atletiek      | 800m (m)                 |
| Dominic Lobalu                | Zuid-Soedan       | Tsjechië            | Atletiek      | 5000m (m)                |
| Jamal Abdelmaji Eisa Mohammed | Zuid-Soedan       | Israël              | Atletiek      | 10.000m (m)              |
| Tachlowini Gabriyesos         | Eritrea           | Israël              | Atletiek      | marathon (m)             |
| Mohammad Amin Alsalami        | Syrië             | Duitsland           | Atletiek      | verspringen (m)          |
| Perina Lokure                 | Zuid-Soedan       | Kenia               | Atletiek      | 800m (v)                 |
| Farida Abaroge                | Ethiopië          | Frankrijk           | Atletiek      | 1500m (v)                |
| Dorsa Yavarivafa              | Iran              | Verenigd Koninkrijk | Badminton     | enkelspel (v)            |
| Omid Ahmadisafa               | Iran              | Duitsland           | Boksen        | vlieggewicht (m)         |
| Cindy Ngamba                  | Kameroen          | Verenigd Koninkrijk | Boksen        | middelgewicht (v)        |
| Manizha Talash                | Afghanistan       | Spanje              | Breaking      | B-girls                  |
| Ramiro Mora Romero            | Cuba              | Verenigd Koninkrijk | Gewichtheffen | -102kg (m)               |
| Yekta Jamali                  | Iran              | Duitsland           | Gewichtheffen | -81kg (m)                |
| Mohammad Rashnonezhad         | Iran              | Israël              | Judo          | -60kg (m) team (v)       |
| Sibghatullah Arab             | Afghanistan       | Duitsland           | Judo          | -81kg (m) team (v)       |
| Adnan Khankan                 | Syrië             | Duitsland           | Judo          | -100kg (m) team (v)      |
| Muna Dahouk                   | Syrië             | Nederland           | Judo          | -57kg (v) team (v)       |
| Nigara Shaheen                | Afghanistan       | Canada              | Judo          | -63kg (v) team (v)       |
| Mahboubeh Barbari Zharfi      | Iran              | Duitsland           | Judo          | -78kg (v) team (v)       |
| Amir Rezanejad                | Iran              | Duitsland           | Kanovaren     | C-1 slalom (m)           |
| Fernando Jorge                | Cuba              | Verenigde Staten    | Kanovaren     | C-1 1000m (m)            |
| Saeid Fazloula                | Iran              | Duitsland           | Kanovaren     | K-1 1000m (m)            |
| Saman Soltani                 | Iran              | Oostenrijk          | Kanovaren     | K-1 500m (v)             |
| Francisco Edilio Centeno      | Venezuela         | Mexico              | Schietsport   | 10m luchtpistool (m)     |
| Luna Solomon                  | Ethiopië          | Tsjechië            | Schietsport   | 10m luchtgeweer (v)      |
| Hadi Tiran                    | Iran              | Italië              | Taekwondo     | -58kg (m)                |
| Yahya Al-Ghotany              | Syrië             | Jordanië            | Taekwondo     | -68kg (m)                |
| Farzad Mansouri               | Afghanistan       | Verenigd Koninkrijk | Taekwondo     | -80kg (m)                |
| Kasra Mehdipournejad          | Iran              | Duitsland           | Taekwondo     | +80kg (m)                |
| Dina Pouryounes               | Iran              | Nederland           | Taekwondo     | -49kg (v)                |
| Amir Ansari                   | Afghanistan       | Verenigd Koninkrijk | Wegwielrennen | tijdrit (m)              |
| Eyeru Tesfoam Gebru           | Ethiopië          | Frankrijk           | Wegwielrennen | wegrit (v)               |
| Iman Mahdavi                  | Iran              | Italië              | Worstelen     | -74kg vrije stijl (m)    |
| Jamal Valizadeh               | Iran              | Frankrijk           | Worstelen     | -60kg grieks-romeins (m) |
| Alaa Maso                     | Syrië             | Duitsland           | Zwemmen       | 50m vrije slag (m)       |
| Matin Balsini                 | Iran              | Verenigd Koninkrijk | Zwemmen       | 200m vlinderslag (m)     |

## Deelnemers en resultaten

### Atletiek

#### Loopnummers
Mannen
| atleet                        | onderdeel    | voorronde | voorronde | series   | series | herkansingen | herkansingen | halve finale   | halve finale   | finale         | finale         |
| atleet                        | onderdeel    | tijd      | rang      | tijd     | rang   | tijd         | rang         | tijd           | rang           | tijd           | rang           |
| ----------------------------- | ------------ | --------- | --------- | -------- | ------ | ------------ | ------------ | -------------- | -------------- | -------------- | -------------- |
| Dorian Keletela               | 100 m        | bye       | bye       | 10,58    | 7      | n.v.t.       | n.v.t.       | niet geplaatst | niet geplaatst | niet geplaatst | niet geplaatst |
| Musa Suliman                  | 800 m        | n.v.t.    | n.v.t.    | 1.49,61  | 9 H    | 1.50,11      | 9            | niet geplaats  | niet geplaats  | niet geplaats  | niet geplaats  |
| Dominic Lobalu                | 5000 m       | n.v.t.    | n.v.t.    | 14.15,49 | 15 qR  | n.v.t.       | n.v.t.       | n.v.t.         | n.v.t.         | 13.15,27       | 4              |
| Jamal Abdelmaji Eisa Mohammed | 10000 m      | n.v.t.    | n.v.t.    | n.v.t.   | n.v.t. | n.v.t.       | n.v.t.       | n.v.t.         | n.v.t.         | 27.35,92 PB    | 18             |
| Tachlowini Gabriyesos         | marathon (m) | n.v.t.    | n.v.t.    | n.v.t.   | n.v.t. | n.v.t.       | n.v.t.       | n.v.t.         | n.v.t.         | 2.12.47        | 42             |

Vrouwen
| atleet         | onderdeel | voorronde | voorronde | series     | series | herkansingen | herkansingen | halve finale   | halve finale   | finale         | finale         |
| atleet         | onderdeel | tijd      | rang      | tijd       | rang   | tijd         | rang         | tijd           | rang           | tijd           | rang           |
| -------------- | --------- | --------- | --------- | ---------- | ------ | ------------ | ------------ | -------------- | -------------- | -------------- | -------------- |
| Perina Lokure  | 800 m     | n.v.t.    | n.v.t.    | 2.08,20 PB | 9 H    | 2.11,33      | 7            | niet geplaatst | niet geplaatst | niet geplaatst | niet geplaatst |
| Farida Abaroge | 1500 m    | n.v.t.    | n.v.t.    | 4.29,27 SB | 14 H   | 4.30,53      | 12           | niet geplaatst | niet geplaatst | niet geplaatst | niet geplaatst |

#### Technische nummers
Mannen
| Mohammad Amin Alsalami | verspringen | 7,24 m | 29 | niet geplaatst | niet geplaatst | niet geplaatst | niet geplaatst |

### Badminton
Vrouwen
| atleet           | onderdeel | groepsfase           | groepsfase           | groepsfase           | groepsfase | eliminatie           | kwartfinale          | halve finale         | finale / BM          | finale / BM    |
| atleet           | onderdeel | tegenstander uitslag | tegenstander uitslag | tegenstander uitslag | rang       | tegenstander uitslag | tegenstander uitslag | tegenstander uitslag | tegenstander uitslag | rang           |
| ---------------- | --------- | -------------------- | -------------------- | -------------------- | ---------- | -------------------- | -------------------- | -------------------- | -------------------- | -------------- |
| Dorsa Yavarivafa | enkelspel | Yeo J M V 7-21, 8-21 | Ludik V 5-21, 11-21  | n.v.t.               | 3          | niet geplaatst       | niet geplaatst       | niet geplaatst       | niet geplaatst       | niet geplaatst |

### Boksen
Mannen
| atleet          | onderdeel    | eerste ronde         | tweede ronde         | kwartfinale          | halve finale         | finale               | rang           |
| atleet          | onderdeel    | tegenstander uitslag | tegenstander uitslag | tegenstander uitslag | tegenstander uitslag | tegenstander uitslag | rang           |
| --------------- | ------------ | -------------------- | -------------------- | -------------------- | -------------------- | -------------------- | -------------- |
| Omid Ahmadisafa | vlieggewicht | Hill V 0 - 5         | niet geplaatst       | niet geplaatst       | niet geplaatst       | niet geplaatst       | niet geplaatst |

Vrouwen
| atlete       | onderdeel     | eerste ronde         | tweede ronde         | kwartfinale          | halve finale         | finale               | rang  |
| atlete       | onderdeel     | tegenstander uitslag | tegenstander uitslag | tegenstander uitslag | tegenstander uitslag | tegenstander uitslag | rang  |
| ------------ | ------------- | -------------------- | -------------------- | -------------------- | -------------------- | -------------------- | ----- |
| Cindy Ngamba | middengewicht | bye                  | Thibault W 3 - 2     | Michel W 5 - 0       | Bylon V 1 - 4        | niet geplaatst       | Brons |

### Breaking
| Atleet         | Nickname | Onderdeel | Voorkwalificatie       | Voorronde      | Voorronde      | Kwartfinale            | Halve finale           | Finale / BM            | Finale / BM    |
| Atleet         | Nickname | Onderdeel | Tegenstander Resultaat | Punten         | Rang           | Tegenstander Resultaat | Tegenstander Resultaat | Tegenstander Resultaat | Rang           |
| -------------- | -------- | --------- | ---------------------- | -------------- | -------------- | ---------------------- | ---------------------- | ---------------------- | -------------- |
| Manizha Talash | Talash   | B-Girls   | Sardjoe V 0 - 3 DSQ[a] | niet geplaatst | niet geplaatst | niet geplaatst         | niet geplaatst         | niet geplaatst         | niet geplaatst |

[a]Tijdens haar dansronde, droeg Talash een cape met de tekst "Free Afghan Woman". Door dit incident werd ze gediskwalificeerd omwille van het tonen van een politieke boodschap, wat in strijd is met het Olympisch Handvest.

### Gewichtheffen
Mannen
| atleet             | onderdeel | trekken | trekken | stoten | stoten | totaal | rang |
| atleet             | onderdeel | score   | rang    | score  | rang   | totaal | rang |
| ------------------ | --------- | ------- | ------- | ------ | ------ | ------ | ---- |
| Ramiro Mora Romero | -102 kg   | 166     | 10      | 210    | 7      | 376    | 7    |

Vrouwen
| atlete       | onderdeel | trekken | trekken | stoten | stoten | totaal | rang |
| atlete       | onderdeel | score   | rang    | score  | rang   | totaal | rang |
| ------------ | --------- | ------- | ------- | ------ | ------ | ------ | ---- |
| Yekta Jamali | -81 kg    | 103     | 9       | 128    | 9      | 231    | 9    |

### Judo
Mannen
| atleet            | onderdeel | eerste ronde         | tweede ronde         | derde ronde          | kwartfinale          | halve finale         | herkansing           | finale / BM          | finale / BM    |
| atleet            | onderdeel | tegenstander uitslag | tegenstander uitslag | tegenstander uitslag | tegenstander uitslag | tegenstander uitslag | tegenstander uitslag | tegenstander uitslag | rang           |
| ----------------- | --------- | -------------------- | -------------------- | -------------------- | -------------------- | -------------------- | -------------------- | -------------------- | -------------- |
| Hifumi Abe        | −66 kg    | n.v.t.               | Khyar V 00 - 10      | niet geplaatst       | niet geplaatst       | niet geplaatst       | niet geplaatst       | niet geplaatst       | niet geplaatst |
| Sibghatullah Arab | −81 kg    | bye                  | Casse V 01 - 11      | niet geplaatst       | niet geplaatst       | niet geplaatst       | niet geplaatst       | niet geplaatst       | niet geplaatst |
| Adnan Khankan     | -100 kg   | n.v.t.               | Eich V 00 - 10       | niet geplaatst       | niet geplaatst       | niet geplaatst       | niet geplaatst       | niet geplaatst       | niet geplaatst |

Vrouwen
| atlete                   | onderdeel | eerste ronde         | tweede ronde         | kwartfinale          | halve finale         | herkansing           | finale / BM          | finale / BM    |
| atlete                   | onderdeel | tegenstander uitslag | tegenstander uitslag | tegenstander uitslag | tegenstander uitslag | tegenstander uitslag | tegenstander uitslag | rang           |
| ------------------------ | --------- | -------------------- | -------------------- | -------------------- | -------------------- | -------------------- | -------------------- | -------------- |
| Muna Dahouk              | −57 kg    | Jiménez V 00 - 10    | niet geplaatst       | niet geplaatst       | niet geplaatst       | niet geplaatst       | niet geplaatst       | niet geplaatst |
| Nigara Shaheen           | −63 kg    | Awiti V 00 - 10      | niet geplaatst       | niet geplaatst       | niet geplaatst       | niet geplaatst       | niet geplaatst       | niet geplaatst |
| Mahboubeh Barbari Zharfi | +78 kg    | Morillo V 00 - 10    | niet geplaatst       | niet geplaatst       | niet geplaatst       | niet geplaatst       | niet geplaatst       | niet geplaatst |

Gemengd
| atleten                                                                                                   | onderdeel | eerste ronde         | tweede ronde         | kwartfinale          | halve finale         | herkansing           | finale / BM          | finale / BM    |
| atleten                                                                                                   | onderdeel | tegenstander uitslag | tegenstander uitslag | tegenstander uitslag | tegenstander uitslag | tegenstander uitslag | tegenstander uitslag | rang           |
| --- | --------- | -------------------- | -------------------- | -------------------- | -------------------- | -------------------- | -------------------- | -------------- |
| Mohammad Rashnonezhad Sibghatullah Arab Adnan Khankan Muna Dahouk Nigara Shaheen Mahboubeh Barbari Zharfi | team      | Spanje V 0 - 4       | niet geplaatst       | niet geplaatst       | niet geplaatst       | niet geplaatst       | niet geplaatst       | niet geplaatst |

### Kanovaren

#### Kayak Cross
| atleet         | onderdeel     | tijdrit | tijdrit | ronde 1 | herkansingen | serie          | kwartfinale    | halve finale   | finale         | finale |
| atleet         | onderdeel     | tijd    | rang    | rang    | rang         | rang           | rang           | rang           | rang           | rang   |
| -------------- | ------------- | ------- | ------- | ------- | ------------ | -------------- | -------------- | -------------- | -------------- | ------ |
| Amir Rezanejad | KX-1 (mannen) | 79.15   | 32      | DNF H   | 3            | niet geplaatst | niet geplaatst | niet geplaatst | niet geplaatst | 36     |

#### Slalom
Mannen
| atleet         | onderdeel  | series | series | series | series | series    | series | halve finale   | halve finale   | finale         | finale         |
| atleet         | onderdeel  | run 1  | rang   | run 2  | rang   | beste run | rang   | tijd           | rang           | tijd           | rang           |
| -------------- | ---------- | ------ | ------ | ------ | ------ | --------- | ------ | -------------- | -------------- | -------------- | -------------- |
| Amir Rezanejad | C-1 slalom | 116,16 | 19     | 119,48 | 19     | 116,16    | 19     | niet geplaatst | niet geplaatst | niet geplaatst | niet geplaatst |

#### Sprint
Mannen
| atleet         | onderdeel  | series  | series | kwartfinale | kwartfinale | halve finale   | halve finale   | finale         | finale         |
| atleet         | onderdeel  | tijd    | rang   | tijd        | rang        | tijd           | rang           | tijd           | rang           |
| -------------- | ---------- | ------- | ------ | ----------- | ----------- | -------------- | -------------- | -------------- | -------------- |
| Fernando Jorge | C-1 1000 m | 3.54,90 | 3 Q    | 4.06,63     | 4           | niet geplaatst | niet geplaatst | niet geplaatst | niet geplaatst |
| Saeid Fazloula | K-1 1000 m | 3.42,80 | 4 Q    | 3.40,94     | 4           | niet geplaatst | niet geplaatst | niet geplaatst | niet geplaatst |

Vrouwen
| atlete        | onderdeel | series  | series | kwartfinale | kwartfinale | halve finale   | halve finale   | finale         | finale         |
| atlete        | onderdeel | tijd    | rang   | tijd        | rang        | tijd           | rang           | tijd           | rang           |
| ------------- | --------- | ------- | ------ | ----------- | ----------- | -------------- | -------------- | -------------- | -------------- |
| Saman Soltani | K-1 500 m | 2.02,19 | 7 Q    | 2.01,43     | 6           | niet geplaatst | niet geplaatst | niet geplaatst | niet geplaatst |

### Schietsport
Mannen
| atleet                   | onderdeel         | kwalificaties | kwalificaties | finale         | finale         |
| atleet                   | onderdeel         | punten        | rang          | punten         | rang           |
| ------------------------ | ----------------- | ------------- | ------------- | -------------- | -------------- |
| Francisco Edilio Centeno | 10 m luchtpistool | 562           | 30            | niet geplaatst | niet geplaatst |

Vrouwen
| atleet       | onderdeel        | kwalificaties | kwalificaties | finale         | finale         |
| atleet       | onderdeel        | punten        | rang          | punten         | rang           |
| ------------ | ---------------- | ------------- | ------------- | -------------- | -------------- |
| Luna Solomon | 10 m luchtgeweer | 601,2         | 43            | niet geplaatst | niet geplaatst |

### Taekwondo
Mannen
| atleet               | onderdeel | kwalificatie                  | eerste ronde                 | kwartfinale          | halve finale         | herkansing           | finale / BM          | finale / BM    |
| atleet               | onderdeel | tegenstander uitslag          | tegenstander uitslag         | tegenstander uitslag | tegenstander uitslag | tegenstander uitslag | tegenstander uitslag | rang           |
| -------------------- | --------- | ----------------------------- | ---------------------------- | -------------------- | -------------------- | -------------------- | -------------------- | -------------- |
| Hadi Tiran           | -58 kg    | Yaser V 0 - 2 (3-4, 0-5)      | niet geplaatst               | niet geplaatst       | niet geplaatst       | niet geplaatst       | niet geplaatst       | niet geplaatst |
| Yahya Al Ghotany     | -68 kg    | Lo W F V 0 - 2 (0-14, 4-16)   | niet geplaatst               | niet geplaatst       | niet geplaatst       | niet geplaatst       | niet geplaatst       | niet geplaatst |
| Farzad Mansouri      | -80 kg    | n.v.t.                        | Nickolas V 0 - 2 (7-10, 1-3) | niet geplaatst       | niet geplaatst       | niet geplaatst       | niet geplaatst       | niet geplaatst |
| Kasra Mehdipournejad | +80 kg    | Mara W 2 - 1 (3-4, 6-0, 15-2) | Cissé V 0 - 2 (1-6, 1-13)    | niet geplaatst       | niet geplaatst       | niet geplaatst       | niet geplaatst       | niet geplaatst |

Vrouwen
| atleet          | onderdeel | kwalificatie         | eerste ronde              | kwartfinale          | halve finale         | herkansing                  | finale / BM          | finale / BM    |
| atleet          | onderdeel | tegenstander uitslag | tegenstander uitslag      | tegenstander uitslag | tegenstander uitslag | tegenstander uitslag        | tegenstander uitslag | rang           |
| --------------- | --------- | -------------------- | ------------------------- | -------------------- | -------------------- | --------------------------- | -------------------- | -------------- |
| Dina Pouryounes | -49 kg    | n.v.t.               | Guo Q V 0 - 2 (4-5, 0-12) | niet geplaatst       | niet geplaatst       | Dinçel V 0 - 2 (4-13, 1-13) | niet geplaatst       | niet geplaatst |

### Wielersport

#### Wegwielrennen
Mannen
| atleet      | onderdeel | tijd     | rang |
| ----------- | --------- | -------- | ---- |
| Amir Ansari | tijdrit   | 40.26,14 | 30   |

Vrouwen
| atleet              | onderdeel    | tijd | rang |
| ------------------- | ------------ | ---- | ---- |
| Eyeru Tesfoam Gebru | wegwedstrijd | DNF  | DNF  |

### Worstelen

#### Grieks-Romeinse stijl
Mannen
| atleet          | onderdeel | eerste ronde         | kwartfinale          | halve finale         | herkansing           | finale / BM          | finale / BM    |
| atleet          | onderdeel | tegenstander uitslag | tegenstander uitslag | tegenstander uitslag | tegenstander uitslag | tegenstander uitslag | rang           |
| --------------- | --------- | -------------------- | -------------------- | -------------------- | -------------------- | -------------------- | -------------- |
| Jamal Valizadeh | −60 kg    | Bakhromov V 0 - 4ST  | niet geplaatst       | niet geplaatst       | niet geplaatst       | niet geplaatst       | niet geplaatst |

#### Vrije stijl
Mannen
| atleet       | onderdeel | eerste ronde         | kwartfinale          | halve finale         | herkansing           | finale / BM          | finale / BM    |
| atleet       | onderdeel | tegenstander uitslag | tegenstander uitslag | tegenstander uitslag | tegenstander uitslag | tegenstander uitslag | rang           |
| ------------ | --------- | -------------------- | -------------------- | -------------------- | -------------------- | -------------------- | -------------- |
| Iman Mahdavi | −74 kg    | Tsabolov V 0 - 4ST   | niet geplaatst       | niet geplaatst       | niet geplaatst       | niet geplaatst       | niet geplaatst |

### Zwemmen
Mannen
| atleet     | onderdeel       | series | series | halve finale   | halve finale   | finale         | finale         |
| atleet     | onderdeel       | tijd   | rang   | tijd           | rang           | tijd           | rang           |
| ---------- | --------------- | ------ | ------ | -------------- | -------------- | -------------- | -------------- |
| Alaa Masoo | 50 m vrije slag | 23,90  | 47     | niet geplaatst | niet geplaatst | niet geplaatst | niet geplaatst |

Mannen
| atleet        | onderdeel         | series  | series | halve finale   | halve finale   | finale         | finale         |
| atleet        | onderdeel         | tijd    | rang   | tijd           | rang           | tijd           | rang           |
| ------------- | ----------------- | ------- | ------ | -------------- | -------------- | -------------- | -------------- |
| Matin Balsini | 200 m vlinderslag | 2.00,77 | 26     | niet geplaatst | niet geplaatst | niet geplaatst | niet geplaatst |